# Capital
Uma capital nacional ou, simplesmente, capital (do latim caput, capitis, "cabeça") é a cidade ou localidade onde reside o governo central, os ministérios e todos os organismos supremos da administração do Estado. Apenas um único país do mundo não possui uma capital de facto, a República de Nauru, um microestado que fica na Oceania: a sede do governo se localiza em Meneng e o parlamento fica na maior cidade do país, Yaren. Segundo os países, as capitais podem existir em diferentes níveis ou hierarquias.
Num sentido mais amplo, uma capital é a cidade que tem a proeminência num campo social, cultural, económico ou de outra índole (por exemplo, Paris e Milão são as capitais da moda, e pela sua parte Jerez a capital do vinho).

## África
Na África do Sul, a capital administrativa é Pretória, a capital legislativa é a Cidade do Cabo e a capital judicial é Bloemfontein. Esta é uma herança deixada pelo compromisso acordado entre a maioria das diferentes províncias quando foi criada a União da África do Sul em 1910.
Luanda, capital de Angola, é uma das capitais mais velhas de África, fundada em 25 de Janeiro do ano de 1576. Luanda é das cidades mais velhas dos Países da Lusofonia de África, também considerada das mais caras ou mesmo a mais cara do Mundo.
Em Moçambique a capital é Maputo (antiga Lourenço Marques durante o ocupação colonial portuguesa). É também a maior cidade do país e o principal centro financeiro, corporativo e mercantil.

## Ásia
O parlamento japonês se encontra na cidade de Chiyoda, em Tóquio, a capital e cidade mais populosa do Japão, além do principal centro político, financeiro, comercial, educacional e cultural do país asiático.
Na Índia, o parlamento nacional é sediado em Nova Déli.
Na China, o poder legislativo (o Congresso Nacional) se encontra na capital Pequim.

## América
No Chile, o congresso nacional mudou-se para a cidade de Valparaíso (localizada na região metropolitana de Santiago, a capital oficial), porém, mantendo-se, no entanto, Santiago como a capital.
Atualmente, a capital nacional do Brasil é Brasília, construída e efetivada no mandato do presidente Juscelino Kubitschek. Anteriormente, foram sucessivamente capitais brasileiras a cidade de Salvador (1549 a 1763) e a cidade do Rio de Janeiro (1763-1960). Durante o seu período como capital, o Rio de Janeiro também serviu de capital do Reino de Portugal (1808-1815), do Reino Unido de Portugal, Brasil e Algarves (1815-1821) e do Império do Brasil (1822-1889).

## Europa e Oriente Médio
Nos Países Baixos, o governo, o chefe de estado, Rei Guilherme, e o supremo tribunal estão sediados em Haia, mas a constituição determina que a capital oficial é Amesterdão.
A cidade de Nicósia é atualmente a única capital Europeia que ainda está dividida: Em Nicósia do Norte vive a população cipriota turca e ao sul, a população cipriota grega, separadas pela Linha Verde, uma zona desmilitarizada administrada pelas Nações Unidas.
No Montenegro, o governo é sediado na capital Podgorica, mas o presidente vive na antiga capital real Cetinje.
Na Geórgia, em 2012, o parlamento mudou-se para a cidade de Kutaisi, mas o presidente ainda reside em Tbilisi.

## Oceania
Na Austrália, o Parlamento Australiano e por conseguinte o governo australiano, é sediado em Camberra, a capital do país.
A capital da Nova Zelândia é Wellington, na qual também é sediado o Parlamento neozelandês.
Na Papua-Nova Guiné, o governo central e o parlamento nacional se encontram em Port Moresby, a capital e maior cidade da nação.
O único país na Oceania (e do mundo) que não tem uma capital formalmente definida é o microestado de Nauru, entretanto, o governo nacional é sediado na maior cidade do país, Yaren.